# Wijken en buurten in Waterland
De Nederlandse gemeente Waterland is voor statistische doeleinden onderverdeeld in wijken en buurten. De gemeente is verdeeld in de volgende statistische wijken:
- Wijk 00 Monnickendam (CBS-wijkcode:085200)
- Wijk 01 Katwoude (CBS-wijkcode:085201)
- Wijk 02 Marken (CBS-wijkcode:085202)
- Wijk 03 Broek in Waterland (CBS-wijkcode:085203)
- Wijk 04 Ilpendam (CBS-wijkcode:085204)
- Wijk 05 Watergang (CBS-wijkcode:085205)

Een statistische wijk kan bestaan uit meerdere buurten. Onderstaande tabel geeft de buurtindeling met kentallen volgens het Centraal Bureau voor de Statistiek (2008):
| CBS-buurtcode | Buurtnaam                                            | Inwonertal | Opp. totaal (ha) | Opp. land (ha) | Ligging                |
| ------------- | ---------------------------------------------------- | ---------- | ---------------- | -------------- | ---------------------- |
| BU08520000    | Monnickendam                                         | 1940       | 103              | 86             | Locatie in de gemeente |
| BU08520001    | Oranjewijk                                           | 820        | 13               | 12             | Locatie in de gemeente |
| BU08520002    | Markgouw                                             | 2100       | 47               | 44             | Locatie in de gemeente |
| BU08520003    | Ringshemmen                                          | 1790       | 33               | 30             | Locatie in de gemeente |
| BU08520004    | Ooster Ee                                            | 1070       | 14               | 13             | Locatie in de gemeente |
| BU08520005    | 't Spil                                              | 190        | 6                | 6              | Locatie in de gemeente |
| BU08520006    | Binnengouw                                           | 720        | 17               | 16             | Locatie in de gemeente |
| BU08520007    | Buitengouw                                           | 890        | 13               | 12             | Locatie in de gemeente |
| BU08520009    | Verspreide huizen                                    | 250        | 718              | 682            | Locatie in de gemeente |
| BU08520010    | De Purmer (gedeeltelijk)                             | 150        | 569              | 562            | Locatie in de gemeente |
| BU08520100    | Katwoude                                             | 220        | 705              | 672            | Locatie in de gemeente |
| BU08520200    | Havenbuurt en Kerkbuurt                              | 1670       | 157              | 154            | Locatie in de gemeente |
| BU08520201    | Verspreide huizen Op de Werven ten zuiden van kanaal | 140        | 114              | 114            | Locatie in de gemeente |
| BU08520300    | Broek in Waterland                                   | 2360       | 1070             | 1018           | Locatie in de gemeente |
| BU08520301    | Zuiderwoude                                          | 310        | 659              | 563            | Locatie in de gemeente |
| BU08520302    | Uitdam                                               | 130        | 372              | 316            | Locatie in de gemeente |
| BU08520400    | Ilpendam                                             | 1780       | 246              | 224            | Locatie in de gemeente |
| BU08520401    | De Purmer (gedeeltelijk)                             | 70         | 278              | 269            | Locatie in de gemeente |
| BU08520500    | Watergang                                            | 420        | 464              | 419            | Locatie in de gemeente |